# Manastir, Varna
Manastir (în bulgară Манастир) este un sat în comuna Provadia, regiunea Varna,  Bulgaria. 

## Demografie
Componența etnică a satului Manastir
     Bulgari (52,52%)
     Romi (14,34%)
     Turci (12,92%)
     Nicio identificare (20,2%)
La recensământul din 2011, populația satului Manastir era de 495 locuitori. Din punct de vedere etnic, majoritatea locuitorilor (52,52%) erau bulgari, existând și minorități de romi (14,34%) și turci (12,92%). Pentru 20,2% din locuitori nu este cunoscută apartenența etnică.